# Ander Herrera
Ander Herrera Agüera (* 14. August 1989 in Bilbao) ist ein spanischer Fußballspieler, der momentan bei den Boca Juniors unter Vertrag steht. Gefördert wurde er zuerst in der Nachwuchsmannschaft von Real Saragossa, sein Debüt in der Primera División gab er ebenfalls bei Saragossa. Er ist der Sohn von Pedro María Herrera, der ebenfalls Spieler von Saragossa war.

## Karriere
Ander Herrera begann seine fußballerische Laufbahn am Colegio Jesús-Maria El Salvador, später wechselte er nach Unión Deportiva Amistad, ehe er schlussendlich zu Real Saragossa wechselte.
Bekannt wurde er im Jahr 2001. Er fiel vor allem wegen seiner hohen technischen Qualität auf. In der Saison 2008/09 wechselte er in die zweite Mannschaft von Real Saragossa. In seinem Debüt, welches er in der dritten Liga gab, spielte er 90 Minuten durch. Saragossa gewann dieses Spiel mit 3:0. In seinem 14. Spiel schoss er sein erstes Tor und trug maßgeblich zum 3:0-Erfolg über Deportivo Giner Torrero bei. Bereits während der Saison wurde er auf Abruf von Marcelino ab und an in die erste Mannschaft beordert.
Am 1. Februar 2009 debütierte er in der zweiten Liga im Estadio La Romareda im Spiel gegen Levante UD. In der 66. Minute wurde er nach einer hervorragenden Leistung ausgewechselt. Das Spiel gewann Saragossa mit 2:1. Sein erstes Tor für die erste Mannschaft schoss er zuhause am 2. Mai gegen CD Teneriffa, welches mit einem Unentschieden endete. In diesem Jahr gelang dem Team der Aufstieg in die Primera División.
Seinen ersten Profivertrag unterzeichnete Ander am 7. Juli 2009. Dieser galt für vier Spielzeiten. Schon damals versuchte Athletic Bilbao ihn abzuwerben. Dies wurde jedoch von Anders Verbundenheit mit Saragossa sowie deren großen Versprechen verhindert. Am 29. August 2009 debütierte Ander, nun auch offiziell, gegen Teneriffa in der Primera División. Das Spiel gewann Saragossa mit 1:0 durch ein Tor von Javier Arizmendi nach einer Vorlage Herreras. Das erste Tor seinerseits in der Primera División erzielte er am 6. Dezember 2009 auswärts gegen RCD Mallorca, dieses Spiel verlor Saragossa jedoch mit 1:4. 2011 sah man sich bei Saragossa gezwungen den jungen Mittelfeldspieler aufgrund wirtschaftlicher Probleme zu verkaufen.

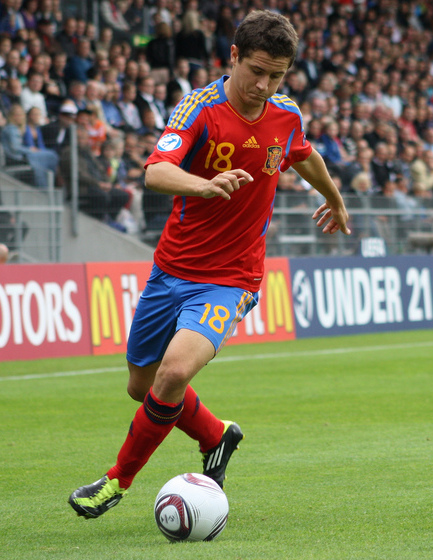
Herrera für die spanische U-21, 2011

Sein offizielles Debüt bei den Basken gab er am 18. August 2011, als er 90 Minuten durchspielte. Bei dem Spiel handelte es sich um das Europa-League-Spiel gegen Trabzonspor, welches man zuhause mit 0:0 beendete.  In der Saison 2011/12 lief er bei insgesamt 32 Ligaspielen, neun Pokalspielen und 13 Europa-League-Spielen auf. Dabei schoss er im Pokal sowie in der Europaleague je zwei Tore. Zu Beginn der laufenden Saison 2012/13 fiel er aufgrund einer Schambeinentzündung verletzungsbedingt fünf Wochen aus.
Am 26. Juni 2014 kaufte sich Herrera aus seinem Vertrag bei Bilbao für 36 Millionen Euro heraus und unterschrieb bei Manchester United einen Vierjahresvertrag mit Option auf ein weiteres Jahr.
Zur Saison 2019/20 wechselte Herrera ablösefrei nach Frankreich zu Paris Saint-Germain, wo er einen Vertrag bis 2024 erhielt.
Im Sommer 2022 wechselte er auf Leihbasis zu seinem ehemaligen Verein Athletic Bilbao. Dieser verpflichtete ihn im Februar 2023 mit einem Vertrag bis zum 30. Juni 2024 fest.
Im Januar 2025 wechselte er nach Argentinien zu den Boca Juniors.

### Junioren-Nationalmannschaft
Herrera wurde 2009 von Trainer Luis Milla für die spanische U-21-Nationalmannschaft ausgewählt und nahm an den Europameisterschaften 2011 in Dänemark teil, wo er mit dem Team Europameister wurde. Schon 2009 hatte er für die U-20 gespielt und seit 2012 spielt er in der U-23.

## Titel

### Vereine
International
- Europa-League-Sieger: 2017

England
- Englischer Pokalsieger: 2016
- Englischer Ligapokalsieger: 2017
- Englischer Supercupsieger: 2016

Frankreich
- Französischer Meister: 2020, 2022
- Französischer Pokalsieger: 2020, 2021
- Französischer Ligapokalsieger: 2020
- Französischer Supercupsieger: 2019, 2020, 2022

Spanien
- Spanischer Pokalsieger: 2024

### Nationalmannschaft
- U21-Europameister: 2011